# Jarnossin
Der Jarnossin ist ein Fluss in Frankreich, der im Département Loire in der Region Auvergne-Rhône-Alpes verläuft. Er entspringt im südöstlichen Gemeindegebiet von Cuinzier, entwässert mit einem Bogen über Süd generell in westlicher Richtung und mündet nach rund 21 Kilometern im Gemeindegebiet von Briennon, knapp an der Grenze zur benachbarten Gemeinde Pouilly-sous-Charlieu, als rechter Nebenfluss in die Loire.

## Orte am Fluss
(Reihenfolge in Fließrichtung)
- Le Mont Rolland, Gemeinde Cuinzier
- Mal Viré, Gemeinde Cuinzier
- Le Plat, Gemeinde Villers
- Jarnosse
- Boyer
- Nandax
- Les Quatre Vents, Gemeinde Vougy
- La Perelle, Gemeinde Pouilly-sous-Charlieu
- Rajasse, Gemeinde Pouilly-sous-Charlieu